# Cypturus assamensis
Cypturus assamensis är en skalbaggsart som beskrevs av Lewis 1894. Cypturus assamensis ingår i släktet Cypturus och familjen stumpbaggar. Inga underarter finns listade i Catalogue of Life.